# 649. pehotni polk (Wehrmacht)
Za druge 649. polke glejte 649. polk.
649. pehotni polk (izvirno nemško Infanterie-Regiment 649) je bil eden izmed pehotnih polkov v sestavi redne nemške kopenske vojske med drugo svetovno vojno.

## Zgodovina
Polk je bil ustanovljen 20. marca 1940 na Poljskem kot polk 9. vala kot Landesschützen-Regiment Oberost; polk je bil del 365. pehotne divizije.
9. junija 1940 je bil znotraj polka ustanovljen 649. stražni bataljon.
31. avgusta istega leta so bili razpuščeni štab in I. ter III. bataljon, medtem ko je bil II. bataljon že 14. avgusta izvzet iz sestave za potrebe straže vojnih ujetnikov v Freisingu.